# 臧致平

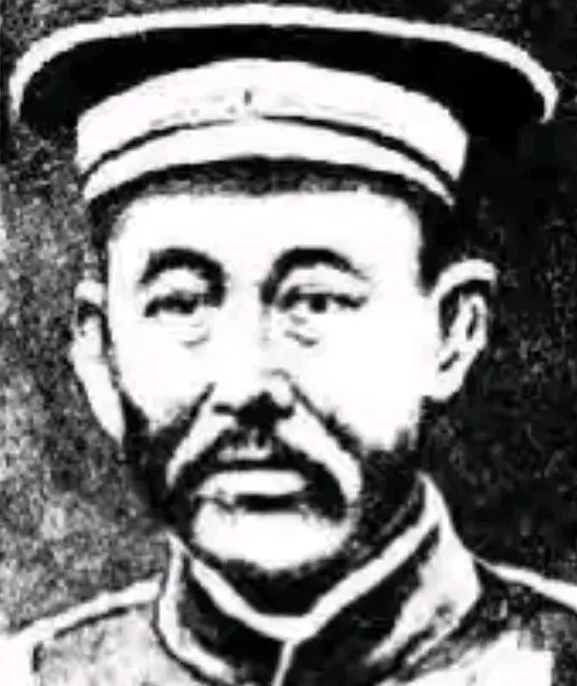
臧致平

臧致平（1869年—1944年），字和斋，安徽太和人，中华民国大陆时期福建军阀，1922年—1924年割据厦门、漳州一带，其势力鼎盛时控制今厦门市、漳州市和金门县。

## 生平
幼年家贫，成年后以卖水为生。因生活所迫加入清军，先在第一协统张怀芝部任标统，后为冯国璋属下。光绪三十三年（1907年），被选送吉林讲武学堂学习，肄业后返部。
1913年11月，被北洋政府任命为第十四混成旅旅长。1914年2月，北洋政府派遣臧致平部进驻福建漳州等地。1916年，袁世凯称帝，为了镇压两广的讨袁军，让臧致平率兵攻打广东，并授陆军中将军衔。1917年，任福建陆军第二师师长，属皖系李厚基部。1918年，兼任汀漳镇守使，驻守厦门；同年5月，援闽粤军总司令陈炯明率部入闽，在诏安与臧致平部激战，臧致平部战败，退出诏安。1920年末，在粤军撤出福建后，李厚基命臧致平部重新占领漳州地区。
1922年6月，臧致平因反对李厚基响应陈炯明的“联省自治”主张，被李厚基罢免官职；11月7日，臧致平在厦门发动兵变，驱逐李厚基的势力，自任闽军总司令，其部编为闽军第一、第二师。同时，臧致平联合王永泉、粤军，逼迫李厚基离开福建。1923年，北京政府任命臧致平为漳厦护军使；同年，北洋政府命直系孙传芳督闽，臧致平与王永泉联合致电北洋政府，力拒孙传芳督闽。等到孙传芳抵达南平，臧致平于3月9日赴福州与刘冠雄等协商阻止，并调兵北上，联合王永泉部抵御孙传芳。因王永泉背臧投孙，臧致平于4月17日正式发表通电，反孙独立。4月30日，臧致平在厦门召集福建各军将领，举行联合讨伐孙传芳的军事会议。会议决定福建民军、粤军、闽军分三路进攻福州。此时，臧致平控制厦门及其周边地区，包括金门、同安、海澄、龙溪、南靖、平和、漳浦、云霄、东山、诏安、长泰等11县。厦门成为各派军队反孙传芳的指挥部。5月，因许崇智部被陈炯明属下的林虎部击败，臧致平率部救援，不料赖世璜、苏世安两部战败并向林虎投降，许崇智属下的黄大伟部叛变，联军腹背受敌，臧致平无奈，退守厦门，联军解体。7月，林虎、王永泉联合海军三面袭击厦门，臧致平坚守厦门。8月4日，陈炯明部逼近厦门。孙中山为解厦门之围，特派宋渊源为闽南宣慰使，到闽南各地民军中进行活动，又派许崇智率部赴援。1924年2月21日，北洋政府下令撤销臧致平的漳厦护军使职务，任命张毅为厦门镇守使。3月，孙传芳、周荫人联兵驱逐王永泉下台；王永泉的旧部、第二十四混成旅旅长杨化昭率部前往厦门投奔臧致平，杨化昭部编为闽军第三师，杨化昭任师长。3月15日—16日，臧致平联合国民党在闽势力何成浚部，在厦门揭起“讨贼”大旗，率5000多人渡海攻取嵩屿；20日，攻取石码；21日，孙中山委任臧致平节制闽南民军，并援助致平臧军饷50万元；22日，攻占漳州。4月，周荫人部与臧致平、杨化昭部在同安激战。孙中山为巩固与闽军、海军的联盟，与臧致平协商将厦门交海军管辖，以换取海军支持孙中山在福建活动。臧致平遵照孙中山意见，撤出同安、厦门，退守漳州，厦门遂为海军所占。4月18日，陈炯明属下李云复、尹骥两旅攻入漳州，臧致平部向南靖撤退。不久，臧致平率残部到浙江投靠盧永祥，其部受编为浙江边防军，臧致平任边防训练处处长。
1924年，江浙战争爆发，臧致平任浙沪联军第一路副司令；因浙军叛变，臧致平被迫同盧永祥、何丰林下野。1925年1月，臧致平任江苏宣抚使署参谋长，后去职。